# 町田朱理
町田 朱理（まちだ あかり、1998年4月20日 - ）は、日本の気象予報士、防災士、健康気象アドバイザー、イラストレーター。オフィス気象キャスター所属。

## 来歴
東京都青梅市出身。中央大学総合政策学部国際政策文化学科卒業。
小学校入学式の朝に見たお天気お姉さんに憧れ、キャスターの夢を持つようになる。
中央大学在学中だった2019年に令和元年東日本台風を経験し、専門家として天気を伝えたいという思いから気象予報士の資格に挑戦し、2022年3月に気象予報士の資格を取得。オフィス気象キャスターに所属。
2022年から2023年3月までは、オフィス気象台（オフィス気象キャスターの動画配信チャンネル）やかわさきFMなどに出演していた。また、自身のSNSでもオリジナルキャラクターの「あらいぐも」とともに天気予報を発信している。
2023年4月から2025年3月までは日本海テレビと専属契約を結び、『ニュースevery日本海』（2023年4月 - 2024年6月）、『おびわんっ!』（2023年4月 - 2024年3月）、『One』（2024年7月 - ）で気象予報を伝える。『ニュースevery日本海』（2023年4月 - 2024年6月）、『One』（2024年7月 - 2025年3月21日）では「あらいぐも」も登場している。また、自身のSNSでは、これまでの全国の天気予報に加え、山陰地方の天気予報も発信していた。
2024年1月25日に防災士の資格を取得した。
OKAMOTO'Sの大ファンである。
2024年8月9日には自身のXで、自身と同じ「朱理（あかり）」という名前である2024年パリオリンピックのレスリング・フリースタイル女子53kg級で金メダルを獲得した藤波朱理（ふじなみ あかり）を祝福した。
2025年4月1日からはTNCテレビ西日本『報道ワイド 記者のチカラ』（月 - 木曜日）に出演することになった。これに伴い、自身のSNSでは、全国の天気予報に加え、福岡県の天気予報も発信している。

## あらいぐも
自身がデザインしたオリジナルキャラクター。アライグマの男の子で、手を洗うと雲が出る。現在ではライオンSUN、あメェ〜、愛犬トイプードルのたいぷぅ、キツネのコンコンも登場している。自身のSNSや日本海テレビ『ニュースevery日本海』（2023年4月 - 2024年6月）、『One』（2024年7月 - ）で使用されており、LINEスタンプ・絵文字の発売も行っている。
2024年からはGMOペパボが提供する「SUZURI」に公式ショップ「AKARI MACHIDA ( ARAIGUMO )のオリジナルグッズ・アイテム通販」を出店しており、あらいぐもグッズの販売を行っている。
baseで「あらいぐもストア」をOPEN。Tシャツやマグカップなど、取り扱いをしている。
2024年8月22日に鳥取市内ギャラリーにて、あらいぐものアクリル作品を3点展示し、アーティストデビューを果たした。
同年9月19日から24日にかけて、同ギャラリーにて、三人展『Personal Wonderland』を開催し、アクリル作品18点を展示した。

## 主な出演番組
- 報道ワイド 記者のチカラ（TNCテレビ西日本、2025年4月1日 - 、月曜日 - 木曜日）[19]

## 過去の出演番組
- ニュースevery日本海（日本海テレビ、2023年4月3日 - 2024年6月28日。祝日や年末年始、ゴールデンウイーク、お盆の期間を除く）
  - 桜中継（2024年4月5日（久松公園）[20][21][22][23]）
- おびわんっ!（日本海テレビ、2023年4月10日 - 2024年3月29日。祝日や年末年始、ゴールデンウイーク、お盆の期間を除く）
- One（日本海テレビ、2024年7月1日 - 2025年3月21日。祝日や年末年始、ゴールデンウイーク、お盆の期間を除く）
  - 町田朱理のあしたがもっと明るくなる気象情報（いずれも山陰の天気。祝日や年末年始、ゴールデンウイーク、お盆の期間を除く）
    - 16時台（『news every.・第1部』の「ワンポイント天気」（関東・全国の天気）を差し替え。日本海テレビ鳥取本社前からの中継となる場合がある）[24]
    - 18時台
- オンガクお嬢Remix（日本海テレビ、2024年2月18日）[6]
- スパイス!!（日本海テレビ、2025年1月18日）
  - わくわくテレビランド（山陰の民放テレビ局（日本海テレビ、TSKさんいん中央テレビ、BSS山陰放送（BSSテレビ））が共同で開催するイベント）会場（くにびきメッセ）の日本海テレビブース「教えて!町田朱理のお天気教室」から中継[25][26]
- SOUP（TSKさんいん中央テレビ、2025年1月18日）
  - わくわくテレビランド（山陰の民放テレビ局（TSKさんいん中央テレビ、BSS山陰放送（BSSテレビ）、日本海テレビ）が共同で開催するイベント）会場（くにびきメッセ）の日本海テレビブース「教えて!町田朱理のお天気教室」を紹介。

## 活動・講演
- マイ・タイムライン講習会（2024年3月17日、米子コンベンションセンター）[27][28] - 福田歩実（オフィス気象キャスター所属）とともに担当。
- 鳥取市別府防災講演会(2024年8月10日、鳥取市用瀬町別府)[29][30][31]
- 三人展『Personal Wonderland』(2024年9月19日から24日、鳥取市ギャラリーそら)
- マイ・タイムライン講座（2025年3月15日、たつの市役所） - 澤麻美（オフィス気象キャスター所属）とともに担当[32][33]。

## 著書
- 寄稿
  - 「キャンプ・ドレイク （米軍朝霞基地）～市民が見つめたベトナム戦争」 （『中央評論 325号』「特集 続・ベトナム戦争と日本人」 所収  2023年11月 中央大学出版部）[34][35]